# Virginia Vargas Valente
Virginia Vargas Valente (Lima, 23 de julio de 1945) es una socióloga, escritora e investigadora peruana, una líder del movimiento de mujeres en su país. Recibió la Orden al Mérito de la Mujer 2016 por su contribución a la lucha de las mujeres en el Perú y como referente feminista en América Latina.

## Biografía
Virginia Vargas nació el 23 de julio de 1945 en Lima, Perú, siendo la segunda hija de cuatro hermanos. Luego de realizar estudios secundarios, Vargas estudió en la Pontificia Universidad Católica del Perú de 1963 a 1968. Inicialmente, estaba interesada en el teatro y la literatura, pero más tarde giró su interés hacia las ciencias políticas.
En 1978, Vargas fue cofundadora del Centro de la Mujer Peruana Flora Tristán, una organización no-gubernamental peruana que estudia, difunde e impulsa los derechos de las mujeres. Ejerció como coordinadora de la organización y más tarde como su directora hasta 1990. Vargas ha promovido los derechos reproductivos para las mujeres en el Perú y es reconocida internacionalmente como una de las principales defensoras de los derechos de las mujeres.
Como investigadora, Vargas ha estudiado los movimientos sociales en Sudamérica y el rol de las mujeres en el desarrollo económico.
Vargas viajó por diversas partes del Perú durante la década de 1980 a través de un programa de la Red de Mujeres de Educación Popular del Consejo de Educación de Adultos de América Latina (CEAAL, por sus siglas en inglés),  organización regional del Consejo Internacional para la educación adulta (International Council for Adult Education) y organizó seminarios regionales sobre teoría y metodología del movimiento de mujeres.
En 1985 participó junto a Victoria Villanueva como candidata independiente no partidaria en la lista de Izquierda Unida que lideró Alfonso Barrantes como candidato a la presidencia, aunque ya en la recta final de campaña se hizo patente la discrepancia a causa de la falta de reconocimiento de los derechos de las mujeres por parte de la organización explica Vargas:

Victoria Villanueva y Virginia Vargas fuimos las candidatas en 1985. Habíamos participado activamente en la elaboración de la propuesta del Plan de gobierno para las mujeres, pero nos dimos con la sorpresa que, en el documento final, ya impreso, habían eliminado las referencias a la libre opción sexual y al derecho de las mujeres al aborto. Más aún, el día del acto final de cierre de campaña, estando en el estrado, Barrantes declaró abiertamente que estaba convencido de que el problema de las mujeres era un problema de clase y no de su condición de mujer. Victoria y yo, en ese momento, bajamos del estrado y abandonamos el acto.
Virginia Vargas

Trabajó como organizadora y activista en Latinoamérica desde 1990 hasta 1998. Fundó la división latinoamericana de DAWN (Development Alternatives with Women for a New Era) e hizo campaña en contra de la esterilización de mujeres en 1998. Fue profesora en el Instituto Internacional de Estudios Sociales (International Institute of Social Studies) de La Haya, Países Bajos, en el Programa Mujeres y Desarrollo, en el cual enseñó  durante dos meses al año. Ha sido docente invitada en programas de Estudios de género en la Universidad de Wisconsin en los Estados Unidos, así como, en Latinoamérica y Perú. Es una participante activa en el Articulación Feminista Marcosur, una red política feminista latinoamericana.
Vargas ha recibió el premio UNIFEM durante Cuarta Conferencia Mundial sobre la Mujer de las Naciones Unidas realizada en Beijing en septiembre de 1995. Fue la coordinadora de las ONG de América Latina y el Caribe para el foro de ONG de la conferencia. A inicios del 2001, Vargas formó parte del comité Internacional del Foro Social Mundial. Es también integrante del Consejo consultivo del Instituto para la Democracia y transformación global de la Universidad Nacional Mayor de San Marcos.

## Selección de publicaciones
Como autora
- El aporte de la rebeldía de las mujeres (1989)
- El movimiento de las mujeres en el Perú: De la rebelión a la acción. La Haya: Instituto Internacional de Estudios Sociales. (1990)
- Cómo cambiar el mundo sin perdernos: el movimiento de mujeres en Perú y América Latina (1992)
- Vargas, Virginia (noviembre 2003). "Feminismo, globalización y la justicia global y movimiento de solidaridad". Estudios culturales
- Feminismos en América Latina. Su aporte a la política y a la democracia. Colección Transformación Global.  Lima: Programa Democracia y Transformación Global, Fondo Editorial Universidad Nacional Mayor de San Marcos, Flora Tristán Ediciones, 2008.

Como editora
- El campesinado en la historia: Una Cronología de los movimientos campesinos, 1956‑64 (1981)
- Participación económica y social de la mujer en el Perú (1982)
- Una nueva lectura: Género en el Desarrollo (1991) (compiladora)
- Género en el desarrollo (1992)
- El Triángulo de poder; La Carretera a Beijing (1998)
- El movimiento feminista en el horizonte político peruano . Lima: Ediciones Flora Tristán, 2007.